# Петър Чуклев
Петър Панов Чуклев е български художник – график и илюстратор.

## Биография
Петър Чуклев е роден на 25 март 1936 г. в София, България. През 1960 г. завършва специалност изящна графика, а през 1963 г. и специалност илюстрация в Художествената академия, където негови преподаватели са проф. Веселин Стайков и Евтим Томов.
Работи в областта на рисунката, илюстрацията и кавалетната графика. Сред книгите, които е илюстрирал, са „Приказки“ от Вилхелм Хауф (1966), „Зайчето и момичето“ на Кина Къдрева (1966), „Хобит: Билбо Бегинс или Дотам и обратно“ на Дж. Р. Р. Толкин (1975) „Алиса в страната на чудесата“ на Луис Карол (1989) и „Приказки“ на Шарл Перо (1990).
През 1990 година става професор по графика в Академията. Негови ученици са художници като Ралица Николова, Тоня Горанова, Румен Статков, Борислав Ждребев, Димитър Анастасов, Иван Димов, Явор Цанев, Анна Иванова, Кръстю Некезов, Христо Стайков.
Творби на Чуклев участват в изложби на българското изобразително изкуство зад граница, в Германия, САЩ, Словения, Франция, както и на биеналета на графиката в Краков, Лиеж, Осло, Сау Паулу. Негови творби са притежание на Националната художествена галерия, Софийската градска художествена галерия, Видинската градска галерия и частни колекции.
Чуклев е носител на множество награди, сред които
- 1979 – награда на СБХ за графика,
- 1980 – награда на СБХ за рисунка,[1]
- 2003 – специалната награда за цялостен принос в областта на книжната графика на Първото международно биенале за екслибрис в България.[2]